# ムーア人
ムーア人（英: Moors、西: Moro）は、中世のマグレブ、イベリア半島、シチリア、マルタに住んでいたイスラム教徒のことで、キリスト教徒のヨーロッパ人が最初に使った外来語である。ムーア人は当初、マグレブ地方の先住民であるベルベル人を指すものだったが、８世紀初頭以降イベリア半島がイスラム化されるにつれ、イスラム教徒を意味するようになった。
ムーア人は明確な民族でもなければ、自らを定義する民族でもない。1911年のブリタニカ百科事典は、この言葉は「民族学的な価値はない」と述べている。中世から近世にかけてのヨーロッパでは、アラブ人や北アフリカのベルベル人、イスラム教徒のヨーロッパ人に様々な呼び名が使われた。
また、ヨーロッパでは、スペインや北アフリカに住むイスラム教徒全般、特にアラブ系やベルベル系の人々を指す、より広範でやや侮蔑的な意味でも使われてきた。植民地時代には、ポルトガル人が南アジアやスリランカに「セイロン・ムーア人」「インド・ムーア人」という呼称を伝え、ベンガル人のムスリムもムーア人と呼ばれた。フィリピンでは、16世紀にスペイン人入植者が現地のイスラム教徒を指して導入したこの言葉が、「モロ」として一部ムスリム住民の自称にも用いられている。

## 語源
地中海沿岸の北アフリカ地域の住民を指した古代ギリシア語 Μαυρόςおよびラテン語Maurusから。もともとは現地の部族名で、フェニキア語Mauharim（「西方の人」の意）に由来するとの説もある。
7世紀以降には北アフリカのイスラム化が進み、イベリア半島に定着したアラブ人やベルベル人は原住民からモロと呼ばれるようになる。次第にモロはアラブ、ベルベル、トルコを問わずイスラム教徒一般を指す呼称となり、レコンキスタ以降は再び北西アフリカの異教徒住民を指すようなる。

## ムーア人の横顔
はちまきを巻いた『ムーア人の横顔』は、フランスのコルシカ島とイタリアのサルデーニャ島の旗になっている。コルシカ島の島旗にムーア人の横顔を採用したのは、コルシカの英雄パスカル・パオリである。

コルシカの旗
サルデーニャの旗

| - コルシカの旗 - サルデーニャの旗 |